# California Dreams (serial telewizyjny)
California Dreams (1992–1996) – amerykański serial komediowy stworzony przez scenarzystów Bretta Deweya i Ronalda B. Solomona oraz producenta wykonawczego Petera Engela (znany z pracy nad serialem Byle do dzwonka). Wyprodukowany przez NBC Productions i Peter Engel Productions.
Emitowany był przez NBC od 12 września 1992 roku do 14 grudnia 1996 roku w sobotnich porankach w bloku programowym TNBC (Teen NBC). W Polsce serial nadawany był dawniej w telewizji TVN.

## Fabuła
Serial opisuje perypetie Matta i jego siostry Jenny oraz dwójki przyjaciół, którzy wspólnie zakładają grupę rockową. Marzą oni o wielkiej karierze, częstych występach i długich trasach koncertowych. Menadżer grupy Sly oraz rodzice wspierają młodych w ich wysiłkach.

## Obsada
- Brent Gore jako Matt Garrison (1992-1994)
- Heidi Noelle Lenhart jako Jenny Garrison (1992-1993)
- Kelly Packard jako Tiffani Smith
- William James Jones jako Antoine „Tony” Wicks[2]
- Michael Cade jako Sylvester „Sly” Winkle
- Jay Anthony Franke jako Jake Sommers (1993-1996)
- Jennie Kwan jako Samantha „Sam” Woo (1993-1996)
- Aaron Jackson jako Mark Winkle (1994-1996)
- Diana Uribe jako Lorena Costa (1994-1996)
- Burke Bryant jako Keith Del (1996)
- Michael Cutt jako Richard Garrison (1992-1993)
- Gail Ramsey jako Melody Garrison (1992-1993)
- Ryan O’Neill jako Dennis Garrison (1992-1993)